# Dactylospora protothallina
Dactylospora protothallina är en lavart som först beskrevs av Martino Anzi och som fick sitt nu gällande namn av Joseph Hafellner. 
Dactylospora protothallina ingår i släktet Dactylospora och familjen Dactylosporaceae. Arten är reproducerande i Sverige.